# رون ستيوارت (لاعب هوكي الجليد)
رون ستيوارت هو لاعب هوكي الجليد كندي، ولد في 11 يوليو 1932 في كالغاري في كندا، وتوفي في 17 مارس 2012 في كيلونا في كندا.

## وصلات خارجية
- رون ستيوارت على موقع دوري الهوكي الوطني (الإنجليزية)
- رون ستيوارت على موقع قاعة مشاهير الهوكي (لاعب أن.إتش.أل) (الإنجليزية)
- رون ستيوارت على موقع EliteProspects.com (الإنجليزية)
- رون ستيوارت على موقع HockeyDB.com (الإنجليزية)
- رون ستيوارت على موقع Hockey-Reference.com (الإنجليزية)